# Kupol Universitetskij
Die Kupol Universitetskij (englische Transkription von russisch Купол Университетский Kupol Uniwersitetski, deutsch ‚Universitätskuppel‘) ist eine Eiskuppel vor der Prinzessin-Astrid-Küste des ostantarktischen Königin-Maud-Lands. Sie ragt im Lasarew-Schelfeis auf.
Russische Wissenschaftler benannten sie.